# Paul Hockarth
Paul Hockarth (* 21. Juni 1902 in Langensalza; † 7. Januar 1974) war ein deutscher Schriftsetzer, Zeitungsherausgeber, Widerstandskämpfer gegen das NS-Regime, Parteifunktionär (KPD/SED), Gewerkschaftsfunktionär und Generaldirektor der Zentrag. 

## Leben
Hockarth entstammte einer Familie in armen Verhältnissen. Nach dem Besuch der Volksschule erlernte er bei der Firma Perthes den Beruf des Schriftsetzers. Dabei wurde er durch beruflichen Kontakt im Gothaer Landtag mit den Reden thüringischer SPD- und USPD-Politiker bekannt, die ihn inspirierten zu eigenem politischem Engagement. 1918 trat er in die Freie Sozialistische Jugend (FSJ) ein, deren Gothaer Kreise er in den Kommunistischen Jugendverband Deutschlands (KJVD) integrierte. 1920 trat er in die Kommunistische Partei Deutschlands (KPD) ein.  In diesem und dem darauf folgenden Jahr besuchte er die Arbeiterschule, in der Hermann Duncker lehrte. 1922 wurde er Mitglied der Bezirksleitung Thüringen des KJVD. 1923 gab er selbst eine Zeitung heraus, die sich gegen die sogenannte „Reichsexekution“ wandte und die sozialistische Thüringer Landesregierung verteidigte. Dafür musste er für vier Wochen Gefängnishaft in Erfurt erdulden. Nach einer Zeit der Arbeitslosigkeit wurde er technischer Leiter in der Druckerei der „Neuen Zeitung“ von Jena. In den innerparteilichen Auseinandersetzungen der Jahre 1928/29 hielt er sich strikt an die Linie des ZK. Hockarth wurde Unterbezirksleiter und Mitglied der KPD-Bezirksleitung. 1931 wurde er der Geschäftsführer der Druckerei „Fortschritt“ von Erfurt.
Nach der Machtübernahme der NSDAP 1933 wurde er verhaftet und blieb bis 1939 in Strafhaft gefangen. 1939 fand er eine Anstellung als Schriftsetzer bei der Firma Schmuhl in Weimar. 1942 wurde er in das Strafbataillon 999 eingezogen, wurde 1943 verwundet und 1944 in ein Lazarett nach Weimar verlegt.

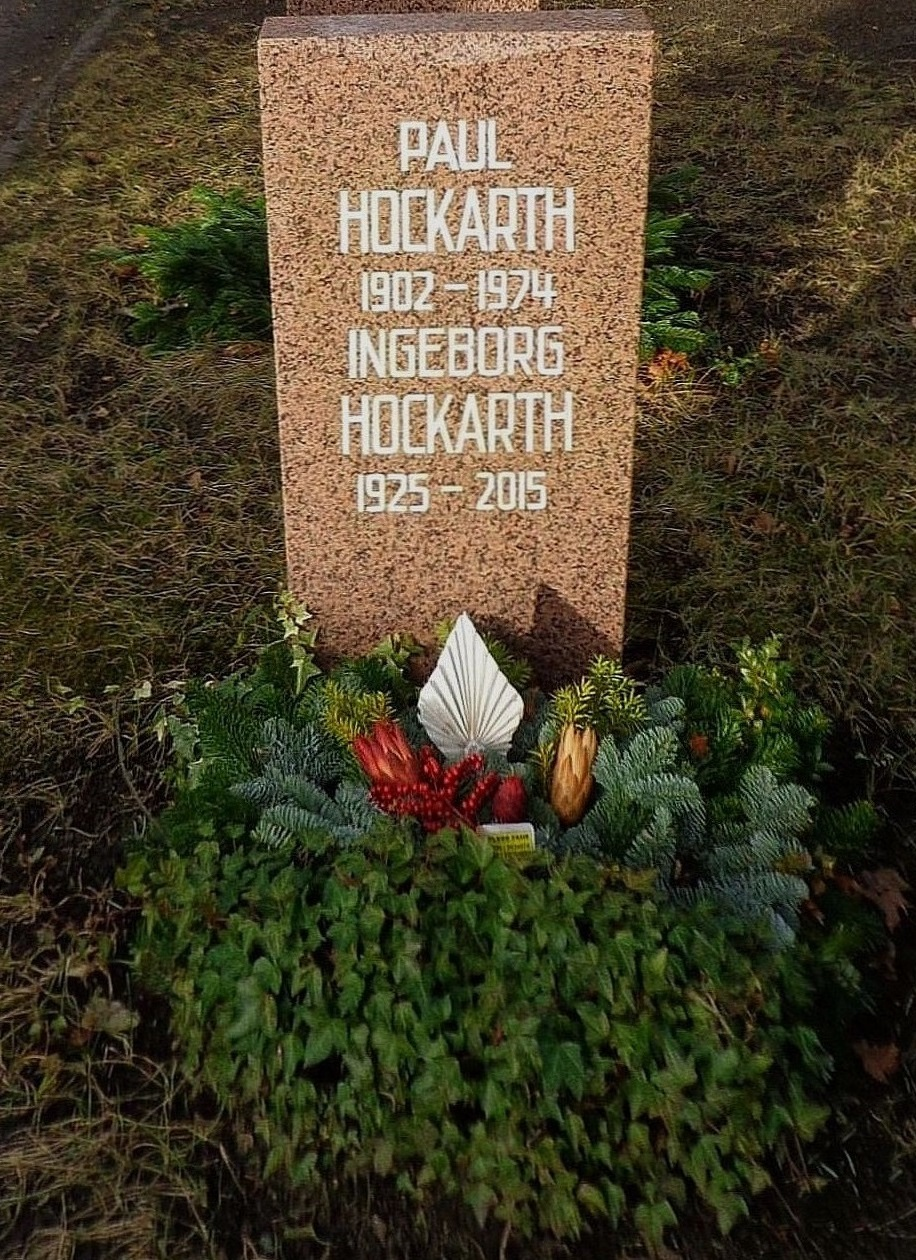
Grabstätte

Nach der Befreiung vom Nationalsozialismus begann er noch im Krankenhaus mit der Vorbereitung der Herausgabe einer KPD-Zeitung für Thüringen. Im Juli 1945 wurde er Leiter des „Thüringer Volksverlags“ und wieder Mitglied der KPD-Bezirksleitung. Ab Mai 1949 fungierte er als Leiter der Abteilung Verwaltung der Parteibetriebe (Druckereien und Verlage des SED-Parteivorstandes) und von Januar 1950 bis September 1951 als Geschäftsführer der Zentrag. Gleichzeitig war er von Januar 1950 bis 1967 stellvertretender Leiter der Abteilung Finanzverwaltung und Parteibetriebe des ZK der SED. Von 1963 bis 1967 übte er die Funktion des Generaldirektors der Zentrag aus. Von 1961 bis 1967 arbeitete er auch als Vorstandsmitglied in der IG Druck und Papier.
1967 wurde er mit dem Vaterländischen Verdienstorden (VVO) in Gold ausgezeichnet. 1972 erhielt er die Ehrenspange zum VVO in Gold. Seine Urne wurde in der Grabanlage Pergolenweg des Berliner Zentralfriedhofs Friedrichsfelde beigesetzt.